# Zully Goldfarb
Zulema „Zully” Goldfarb (ur. 27 kwietnia 1948 w Buenos Aires) – argentyńska artystka estradowa, piosenkarka tanga i pieśni jidysz, konserwatorka dzieł sztuki.

## Życiorys
Urodziła się w Buenos Aires, w rodzinie żydowskiej. W dzieciństwie uczyła się gry na fortepianie, w późniejszych latach studiowała sztukę rysunku, malarstwa oraz batiku na jedwabiu. Naukę śpiewu rozpoczęła w 1995.
Zadebiutowała w 1999 albumem „Mano a mano con el Tango”, rok później wydała płytę „Aromatango”. W latach 2004–2005 odbyła trasę koncertową „Tango y Luz” w Ameryce Południowej. W tym samym okresie wydała płytę „Zully canta en Idish”, na której znalazły się tradycyjne pieśni aszkenazyjskie, w aranżacjach nawiązujących do tanga. Materiał z tego albumu posłużył na potrzeby rewii „Raíces”, w której Goldfarb zagrała główną rolę.
Była gwiazdą dwóch festiwali muzycznych poświęconych kulturze żydowskiej, Ashkenazi Festival w Kanadzie (2008) i Klezmer Festival Fürth w Niemczech (2010).
Jako konserwatorka dzieł sztuki, brała udział w odrestaurowywaniu dwóch kaplic w Katedrze w Buenos Aires.

## Dyskografia
- 1999 – „Mano a mano con el Tango”
- 2000 – „Aromatango”
- 2003 – „Tango y Luz”
- 2005 – „Zully canta en Idish”
- 2006 – „Ciudad de Nostalgia”
- 2008 – „De Donde Viene Mi Voz”